# 1949年エールフランスロッキード コンステレーション墜落事故
1949年エールフランスロッキード コンステレーション墜落事故（1949ねんエールフランスロッキード コンステレーションついらくじこ、英語: 1949 Air France Lockheed Constellation crash）とは1949年10月28日に発生した事故である。エールフランスのロッキード L-749A-79-46 コンステレーションがパリ＝オルリー空港発ニューヨーク行き国際定期旅客便として飛行中、経由地のアゾレス諸島サンタマリア空港へ着陸しようとする間に山に激突した。この事故で搭乗していた48人全員が死亡した。

## 機体
事故機は1947年に製造されたロッキード L-749A-79-46 コンステレーション（機体記号F-BAZN、msn2546）であった。

## 事故の経過
注意：以下の文章における時間はそれぞれ現地時間である。パリ時間は中央ヨーロッパ時間 (CET) である。アゾレス諸島の時間はグリニッジ標準時であり、CETより1時間遅れている。
事故機はアゾレス諸島サンタマリア空港経由フランスパリ＝オルリー空港発ニューヨーク行き国際定期旅客便として運航されていた。この便には乗員11人と乗客37人が搭乗していた。この便はオルリーを10月27日21時00分に出発した。
10月28日2時51分、パイロットは高度3,000フィート (910 m)を飛行中であり空港を視認したと報告した。その後同機と通信が途絶え、航空機8機と数隻の船により捜索が開始された。機体は空港から60マイル (97 km)の位置にあるサンミゲル島のバラ山に衝突しているのが発見された。衝突とその後の火災で搭乗していた48人全員が死亡した。残骸は500平方ヤード (420 m2)以上に散乱していた。犠牲者の遺体が回収され本国へ返還される前に最初にアルガルヴィアの教会へ運ばれた。当時、この事故はポルトガルで発生した航空事故では死者数が最多であり、ロッキード コンステレーションによる事故でも死者数が最多であった。事故後、バラ山 （北緯37度48分 西経25度12分 / 北緯37.800度 西経25.200度）に慰霊碑が建立された。

## 調査
事故はフランス航空事故調査局により調査された。調査により事故原因はVFR条件下で飛行中のパイロットの不適切なナビゲーションによるCFITであると判明した。パイロットが不正確な位置通報をしており空港を視認できていなかったことも判明した。

## 有名な犠牲者
この事故で死亡した有名人には元ミドル級世界チャンピオンのフランス人ボクサーマルセル・セルダン、フランス人ヴァイオリニストジネット・ヌヴー、および彼女の兄ジャン・ヌヴーが含まれていた。その他の乗客にはモントリオールに本社を置く新聞Le Canadaの編集長ガイ・ジャスミン、ウォルト・ディズニー・カンパニーのディレクター（取締役）ケイ・カーメンが含まれていた。